# أندري ميلينكوف
أندري ميلينكوف (بالروسية: Мельников, Андрей Александрович)‏ هو عسكري بيلاروسي، ولد في 11 أبريل 1968 في موجيلوف في بيلاروس، وتوفي في 8 يناير 1988 في معركة تل 3234 في أفغانستان بسبب قتل في المعركة.